# Medalha Perkin

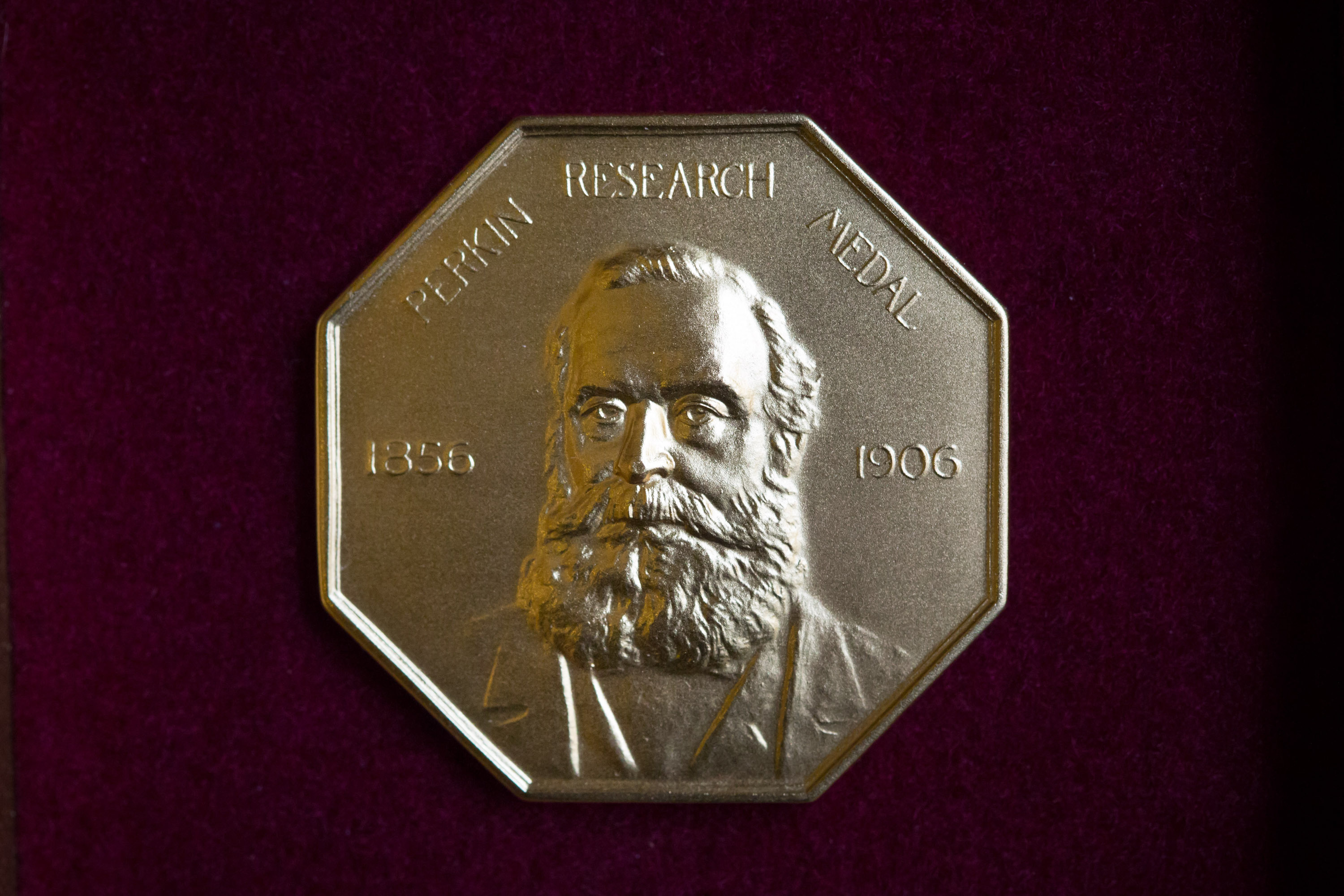
Medalha Perkin, de 1906. Feita de ouro e ilustra o químico William Henry Perkin.

A Medalha Perkin (em inglês:  Perkin Medal) é uma condecoração concedida anualmente pela seção estadunidense da Sociedade da Indústria Química (em inglês:  Society of Chemical Industry) a um químico residente nos Estados Unidos, por "inovação em química aplicada, resultando em excepcional desenvolvimento comercial". É considerada a condecoração mais significativa da indústria química estadunidense.
A medalha foi concedida a primeira vez em 1906, comemorando os 50 anos do descobrimento da mauveine, o primeiro corante de anilina sintético, produzido pelo químico inglês William Perkin. A condecoração foi concedida ao próprio Perkin, quando esteve nos Estados Unidos no ano anterior a sua morte. A medalha foi concedida dois anos depois, em 1908, e desde então é concedida anualmente.

## Agraciados[1]
- 1906 William Perkin
- 1908 John Brown Francis Herreshoff
- 1909 Arno Behr
- 1910 Edward G. Acheson
- 1911 Charles Martin Hall
- 1912 Hermann Frasch
- 1913 James Gayley
- 1914 John Wesley Hyatt
- 1915 Edward Weston
- 1916 Leo Baekeland
- 1917 Ernst Twitchell
- 1918 Auguste J. Rossi
- 1919 Frederick Gardner Cottrell
- 1920 Charles F. Chandler
- 1921 Willis Rodney Whitney
- 1922 William Merriam Burton
- 1923 Milton C. Whitaker
- 1924 Frederick Mark Becket
- 1925 Hugh K. Moore
- 1926 Richard B. Moore
- 1927 John E. Teeple
- 1928 Irving Langmuir
- 1929 Eugene C. Sullivan
- 1930 Herbert H. Dow
- 1931 Arthur Dehon Little
- 1932 Charles F. Burgess
- 1933 George Oenslager
- 1934 Colin G. Fink
- 1935 George Oliver Curme
- 1936 Warren K. Lewis
- 1937 Thomas Midgley
- 1938 Frank J. Tone
- 1939 Walter S. Landis
- 1940 Charles Stine
- 1941 John V. N. Dorr
- 1942 Martin Ittner
- 1943 Robert E. Wilson
- 1944 Gaston F. Dubois
- 1945 Elmer Keiser Bolton
- 1946 Francis C. Frary
- 1947 Robert Runnels Williams
- 1948 Clarence W. Balke
- 1949 Carl S. Miner
- 1950 Eger Vaughan Murphree
- 1951 Henry Howard
- 1952 Robert M. Burns
- 1953 Charles Allen Thomas
- 1954 Roger Adams
- 1955 Roger Williams
- 1956 Edgar C. Britton
- 1957 Glenn T. Seaborg
- 1958 William J. Kroll
- 1959 Eugene J. Houdry
- 1960 Karl August Folkers
- 1961 Carl F. Prutton
- 1962 Eugene G. Rochow
- 1963 William Oliver Baker
- 1964 William J. Sparks
- 1965 Carl Shipp Marvel
- 1966 Manson Benedict
- 1967 Vladimir Haensel
- 1968 Henry B. Hass
- 1969 Robert W. Cairns
- 1970 Milton Harris
- 1971 James F. Hyde
- 1972 Robert Burns MacMullin
- 1973 Theodore L. Cairns
- 1974 Edwin Land
- 1975 Carl Djerassi
- 1976 Lewis H. Sarett
- 1977 Paul J. Flory
- 1978 Donald Othmer
- 1979 James D. Idol Jr.
- 1980 Herman F. Mark
- 1981 Ralph Landau
- 1982 Herbert C. Brown
- 1983 N. Bruce Hannay
- 1984 John H. Sinfelt
- 1985 Paul B. Weisz
- 1986 Peter Regna
- 1987 John Paul Hogan e Robert Banks
- 1988 James F. Roth
- 1989 Frederick J. Karol
- 1990 John E. Franz
- 1991 Miguel Ondetti
- 1992 Edith Marie Flanigen
- 1993 Lubomyr T. Romankiw
- 1994 Marinus Los
- 1995 Delbert H. Meyer
- 1996 Marion D. Francis
- 1997 Stephanie Kwolek
- 1998 David R. Bryant
- 1999 Albert A. Carr
- 2000 Norman N. Li
- 2001 Elsa Reichmanis
- 2002 Paul S. Anderson
- 2003 William H. Joyce
- 2004 Gordon E. Moore
- 2005 Robert W. Gore
- 2006 James C. Stevens
- 2007 Herbert Boyer
- 2008 Ian Shankland
- 2009 Richard Bruce Silverman
- 2010 Ronald Breslow
- 2015 Cynthia A. Maryanoff[2]
- 2016 Peter Trefonas[3]
- 2017 Ann E. Weber
- 2018 Barbara Haviland Minor
- 2019 Chad Mirkin
- 2020 Jane Frommer[4]